# 林肯 (紐約州韋恩縣)
林肯（英語：Lincoln）是位於美國紐約州韋恩縣的非建制地區。

## 歷史
林肯的郵局於1866年設立，其後於1934年停運。

## 地理
林肯所處的海拔為高於海平面153米（即502英呎），而該地所採用的時區為UTC-5，即北美东部时区（EST）。同時該地設有夏令時間，為UTC-5調快一小時，即UTC-4（EDT）。